# Dâu quả dài
Dâu quả dài, tên khoa học Morus macroura, hay dâu chùm dài, dâu Đài Loan là một giống dâu quả siêu dài thuộc loài thực vật có hoa trong họ Moraceae. Loài này được Miq. mô tả khoa học đầu tiên năm 1851.

## Đặc điểm

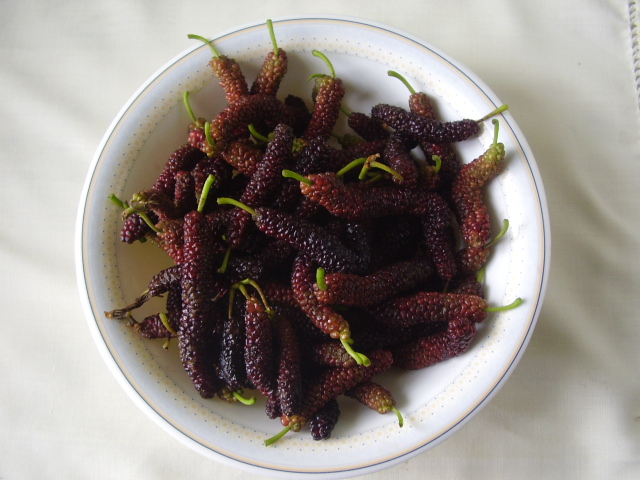
Quả dâu tằm quả dài

## Hình ảnh

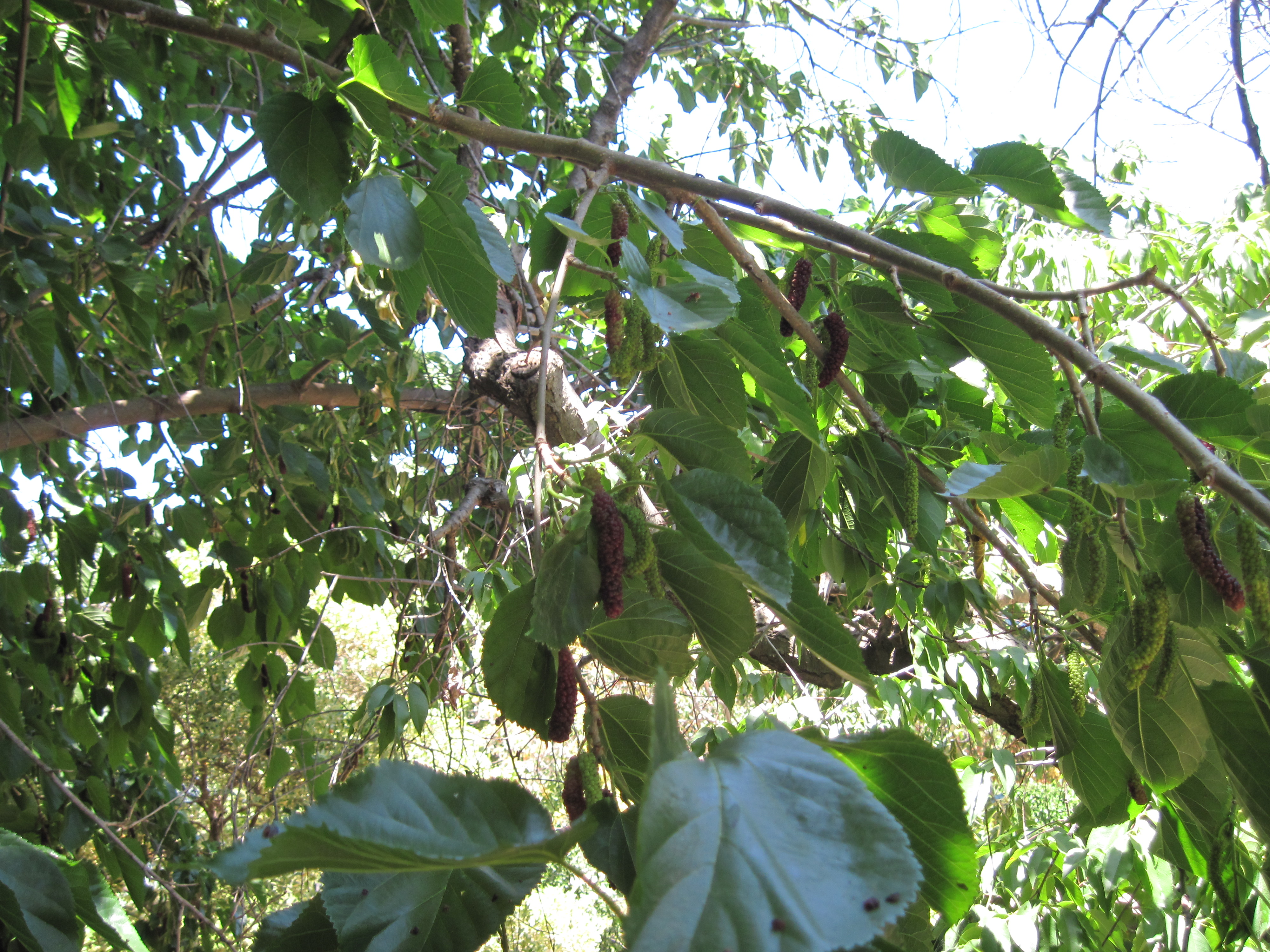
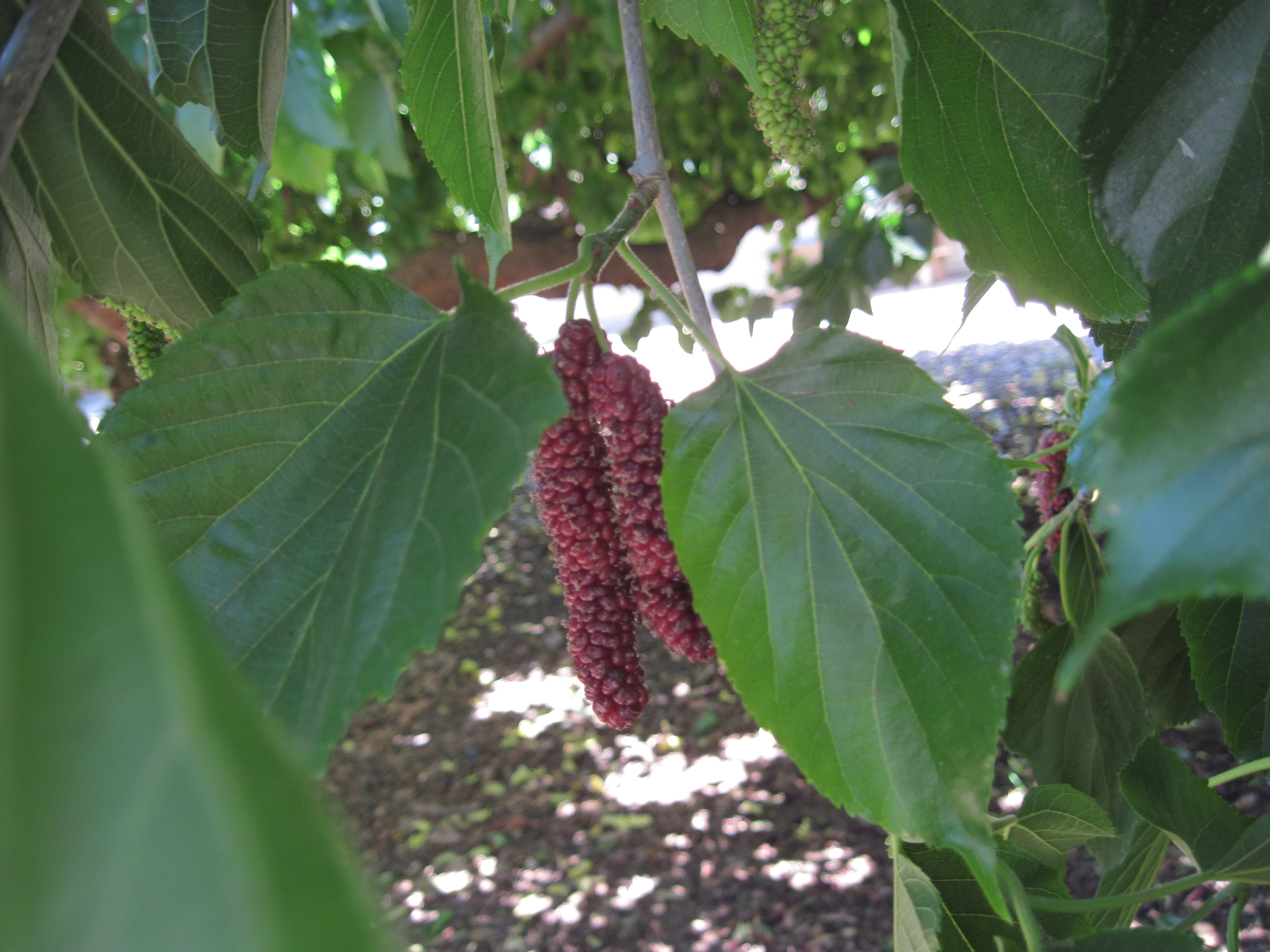
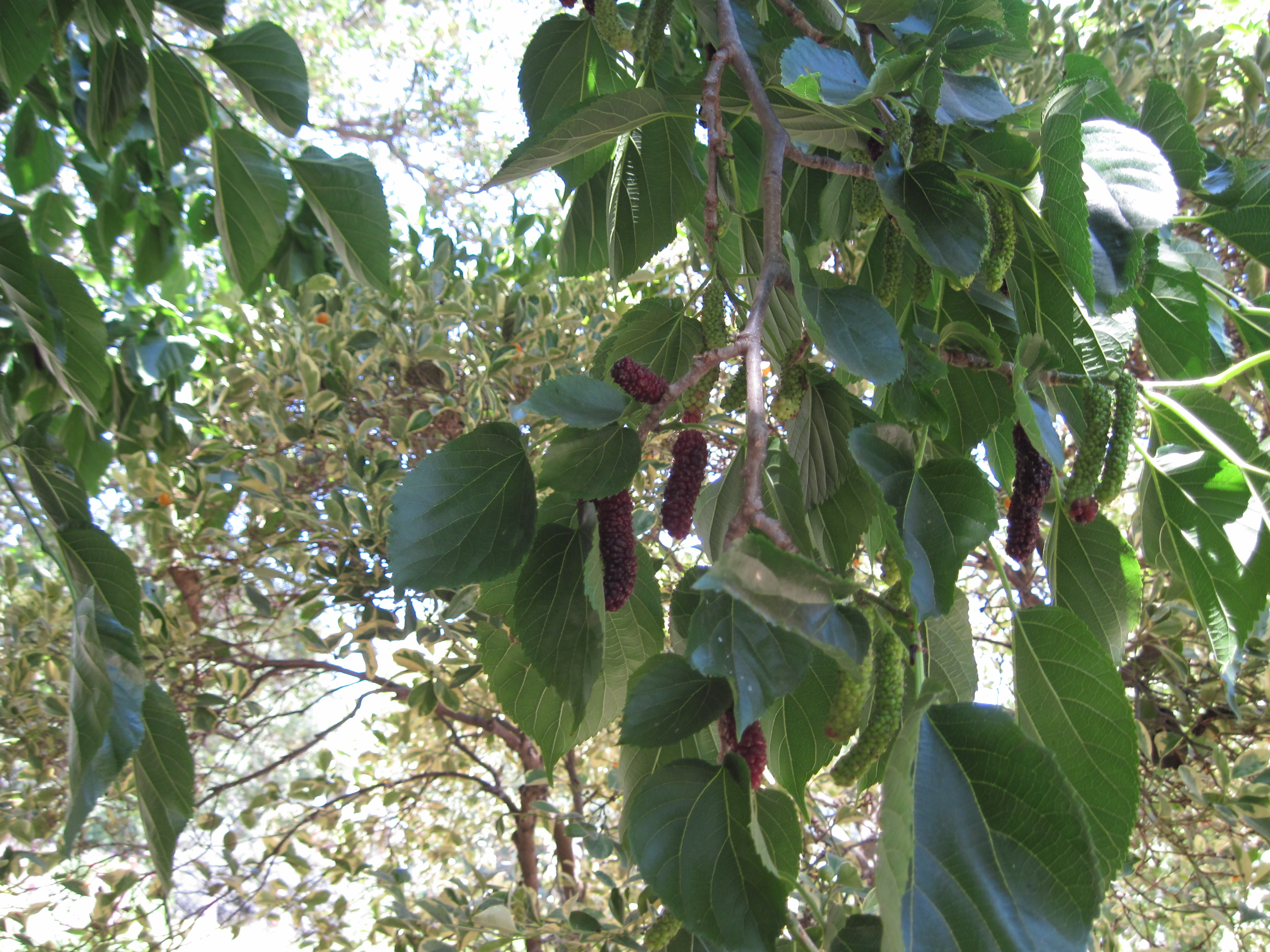
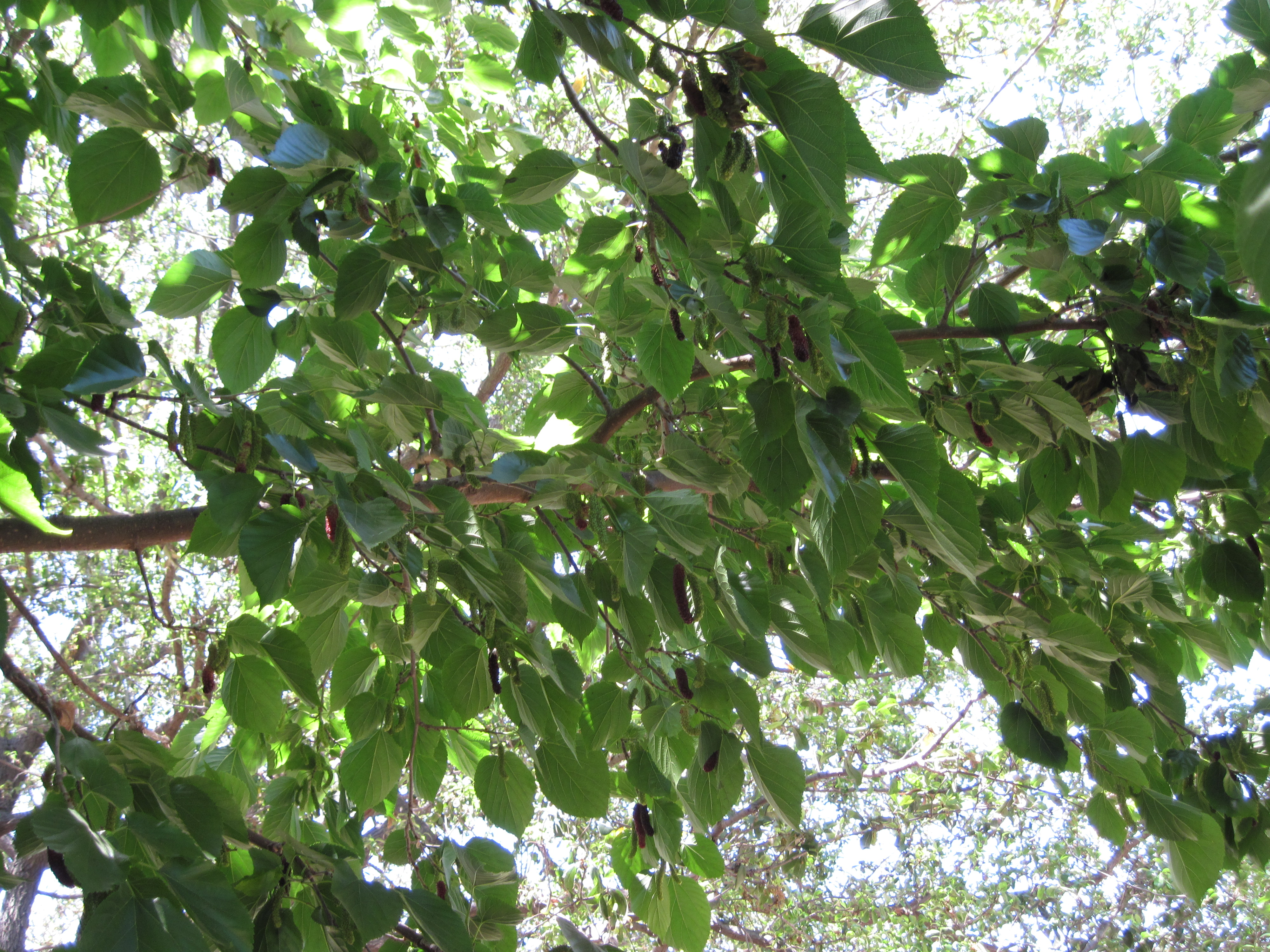